# Libro de Urantia
El libro de Urantia, también conocido como Los documentos de Urantia o La quinta revelación, es una obra literaria espiritual, teológica y filosófica acerca de Dios, el hombre, la religión, la filosofía y el destino.
Fue escrita entre 1922 y 1939 y publicada por primera vez en Estados Unidos en 1955. En el texto se señala que ha sido escrito directamente por criaturas celestiales ―que ocasionalmente hablan en primera persona al final de algunos documentos― empleando un ser humano dormido como modo de contacto. Existen controversias sobre su contenido e interpretación, mientras para algunos es una revelación espiritual y obra filosófica, para otros no pasa de ser ciencia ficción. Una característica distintiva de El libro de Urantia es que no existe una interpretación oficial de su contenido, no existe ninguna organización que defina la ortodoxia urantiana, cada lector debe interpretarlo de acuerdo a su buen juicio.

## Origen
La palabra «Urantia» es originaria de El libro de Urantia, y es el nombre que en él se da al planeta Tierra. «Urantiano» es así sinónimo de terrícola. Algunas veces se utiliza este término para referirse a un lector del libro o a algún movimiento inspirado en él.
El libro de Urantia fue publicado como anónimo. Según la Fundación Urantia, a principios de los años 1920 el Dr. William Sadler coordinaba un foro que «conforme pasó el tiempo se convirtió en una reunión cosmopolita que consistía de hombres y mujeres profesionales ―doctores, abogados, dentistas, ministros, maestros― junto con individuos de todo tipo ―granjeros, amas de casa, secretarias, oficinistas y trabajadores comunes―». Este foro generó la «comisión de contacto» que recibió los documentos de Urantia.
La Fundación Urantia, formada a partir de ese foro, publicó El libro de Urantia por primera vez en 1955 en Estados Unidos y en inglés. Desde entonces el libro se ha traducido al
alemán,
coreano,
español,
estonio,
finés,
francés,
húngaro,
italiano,
lituano,
neerlandés,
polaco,
portugués,
rumano,
ruso y
sueco,
y están en marcha las traducciones al
checo,
chino,
esperanto,
hebreo,
hindi,
indonesio,
japonés,
persa y
urdu.
En una resolución judicial de 2001, confirmada por apelación en 2003, la Fundación perdió los derechos de autor de la edición en inglés por lo que el texto de la edición original es, desde entonces, de dominio público. Copias completas del libro se encuentran disponibles sin costo en Internet en formato digital, en todos los idiomas cuyas traducciones ya se han completado.
La publicación, traducción y defensa del copyright de las traducciones corresponde aún a la Fundación Urantia con sede en la ciudad de Chicago (estado de Illinois), en Estados Unidos.
La traducción al español del año 1993 fue realizada ―a diferencia de todas las otras traducciones― por una empresa de traducción de la ciudad de Nueva York que se dedicaba a traducciones comerciales. El producto de esa traducción es un texto difícil de leer, con una sintaxis no natural y con errores graves como «diecicinco» en vez de «quince». En el año 1999 se reeditó con la parte IV retraducida por completo y con las otras tres partes retocadas para eliminar los errores de traducción más notorios.
En 2009 se publicó la edición en español europeo, totalmente retraducida del original en inglés.
El texto original en inglés se considera el texto fidedigno, las traducciones incluyen una declaración que dice: 

Puesto que El libro de Urantia es producto del esfuerzo humano y por tanto imperfecto, debería consultarse el texto en inglés en caso de duda. La Fundación Urantia podría decidir refinar y mejorar esta traducción en ediciones posteriores
Página preliminar de El libro de Urantia

La Fundación Urantia tiene un equipo trabajando desde 2011 para concretar una síntesis de las dos traducciones actuales de El libro de Urantia,
cuya publicación está pautada para el 2021.
Existe actualmente al menos un blog independiente de la Fundación Urantia que analiza los defectos en las traducciones actuales.
En la actualidad la Asociación Internacional Urantia (AIU) y la Urantia Fellowship (‘fraternidad Urantia’) se dedican a coordinar grupos de lectores alrededor del mundo. La Urantia Fellowship operó siempre de forma independiente de la Fundación Urantia pero la AIU dependió de ella hasta 2004 y hoy en día se autodefine interdependiente de la Fundación Urantia. Ninguna de estas organizaciones ni la Asociación Internacional Urantia o la Urantia Fellowship, ni tampoco la Fundación Urantia, realiza ninguna interpretación del texto, solo se limitan a coordinar y fomentar los grupos de lectores las primeras y a traducir, distribuir y velar por la integridad del texto la segunda.

### Revelación
El libro de Urantia alega ser una revelación celestial, más exactamente la quinta revelación que marca una época en la historia del planeta. Según su relato las revelaciones que marcaron una época en la evolución planetaria son las siguientes:
- La primera revelación[16] fue hace medio millón de años, tras la aparición de las seis razas de color, cuando el príncipe planetario Caligastia fundó una ciudad en Oriente Medio ―llamada Dalamatia― con el propósito de ayudar a convertir al hombre de cazador a labriego. Durante trescientos mil años funcionó perfectamente, pero con la rebelión de Lucifer y la adhesión de Caligastia a su causa el plan se interrumpió y muchos de los avances sociales logrados se revirtieron por la confusión posterior.

- La segunda revelación[17] tuvo lugar hace treinta y siete mil años cuando Adán y Eva llegaron a Urantia y se establecieron en una zona llamada Edén, con la misión de mejorar la calidad genética de las razas humanas a través del cruce de estas con su progenie. Esto no llegó a concretarse porque ciento diecisiete años[18] después de su llegada Eva cayó en el error de procrear con un humano, contraviniendo la indicación divina de que solo su progenie podía proceder de esa manera una vez que hubiera alcanzado el millón de individuos. Este error de Eva, y la decisión incondicional de Adán de acompañar a su consorte en cualquier destino que le correspondiera por su error, hicieron que ambos perdieran su condición de inmortalidad y que cuatro siglos[19] después de la falta murieran de vejez.

- La tercera revelación[20] fue realizada por Melquisedec, quien se presentó en Israel hace cerca de cuatro mil años con el propósito de mantener vivo el monoteísmo porque iba en franco retroceso en todo el planeta y pactó con Abraham que si él y su descendencia mantenían la fe en un dios monoteísta, de su pueblo nacería un enviado de las alturas.

- La cuarta revelación[21] la hizo Jesús de Nazaret con el doble propósito de revelar la personalidad de Dios al hombre ―actuando en cada ocasión como habría actuado Dios mismo de haber estado aquí― y de revelar al universo la personalidad de una criatura humana consagrada a cumplir la voluntad de Dios.

- La quinta revelación es El libro de Urantia

## Contenido

### Visión general
El libro se divide en un prólogo y cuatro partes:
- Prólogo[22]

Descripción detallada de los términos y conceptos que se emplearán a lo largo del libro; algunos conceptos son redefinidos de un modo muy concreto para especificar el significado que habrán de tener a lo largo del libro ―p.ej. Dios: Manifestación personal de la deidad; Divinidad: Medida de la semejanza con la deidad; Deidad: Entidad creadora y sostenedora del universo―, otros necesitan una definición completa por ser originarios de El libro de Urantia ―p.ej.: Absonito, Trioidad, Majestón, etc.―
- Primera Parte: El universo central y los superuniversos[23]

En esta primera parte se describe al Padre Universal, al Hijo Eterno, al Espíritu Infinito, la Trinidad del Paraíso, la Isla del Paraíso, las personalidades más elevadas de la administración universal, el universo central de Havona y los superuniversos, las órdenes de espíritus ministrantes ―las huestes seráficas del Universo Central y de los Superuniversos― y el Cuerpo de la Finalidad, entre otros temas.
- Segunda Parte: El universo local [24]

Se describe la formación y creación del universo local, los Hijos de Dios de los Universos Locales, el Espíritu Madre del Universo Local, la implantación de vida ―los Portadores de Vida―, las huestes seráficas de los Universos Locales, los Adanes y Evas planetarios, los mundos habitados, las épocas planetarias, la rebelión de Lucifer y la Unidad universal, entre otros temas.
- Tercera Parte: La historia de Urantia [25]

Describe la historia del planeta tierra desde antes de que se formara el sistema solar hasta la época de Jesús de Nazaret, incluye un análisis geológico, sociológico y cultural de la evolución. Algunos títulos son: El origen de Urantia, El establecimiento de la vida en Urantia, La primera familia humana, Las razas evolutivas de color, El supercontrol de la evolución, La rebelión planetaria, Las instituciones humanas primitivas, El desarrollo del estado, La falta de Adán y Eva, Las criaturas intermedias, La evolución del matrimonio, Los orígenes de la adoración, La evolución del concepto de Dios entre los hebreos, La deidad y la realidad, El origen y la naturaleza de los Ajustadores de Pensamiento, La supervivencia de la personalidad y El Ser Supremo, entre otros.
- Cuarta Parte: La vida y las enseñanzas de Jesús[26]

Relato de la vida completa y detallada de Jesús de Nazaret y de sus enseñanzas, desde antes de nacer hasta después de morir, año por año. Este relato ocupa un tercio del total de páginas del libro, las tres partes anteriores conforman el marco conceptual donde debe ser interpretada la vida de Jesús. Incluye títulos como: El nacimiento y la infancia de Jesús, Los años de la adolescencia, Los años de transición, Juan el Bautista, El bautismo y los cuarenta días, Los doce apóstoles, El monte de la transfiguración, La resurrección de Lázaro, La traición y el arresto de Jesús, La crucifixión, El período en la tumba, La resurrección, Las apariciones morontiales de Jesús, El advenimiento del Espíritu de la Verdad y La fe de Jesús, entre otros.

### Contenido teológico y cosmológico
El Libro de Urantia declara la existencia de un Dios trino,
personal, autoconsciente y volitivo que es creador y sostenedor del Universo y está motivado ―en la relación con sus criaturas― primordialmente por el Amor. Define Amor como el deseo de hacer el bien a los demás.
Declara que en lo que respecta a las criaturas del universo Dios es, ante todo, un Padre.
Si bien tiene semejanzas con el cristianismo no es una extensión ni una escisión de él. Presenta una nueva perspectiva de los dogmas de la Trinidad y la divinidad de Jesús de Nazaret, y describe una personalidad de mente universal coordinada con la divinidad de Jesús: el Espíritu Creativo del Universo Local ―al cual se le puede equiparar a una madre en términos espirituales―; pero niega dogmas cristianos como la virginidad de María, la doctrina del pecado original, la expiación, el infierno, el purgatorio y la resurrección de la carne, aunque ofrece explicaciones para estas posturas teológicas.
Describe al universo maestro como centrado en la Isla Eterna del Paraíso,
punto focal y morada eterna de la deidad. Informa sobre la existencia de un universo central, llamado Havona,
que envuelve a la Isla del Paraíso formado por mil millones de mundos organizados en siete niveles concéntricos. Tanto el Paraíso como Havona son descritos como co-eternos con la deidad, así como todos los habitantes nativos de ese universo central.
En torno a este universo central giran siete supercreaciones del tiempo y el espacio, los siete Superuniversos
en proceso de creación y evolución. Cada superuniverso se organiza en diez sectores mayores, cada sector mayor en cien sectores menores, cada sector menor en cien universos locales, cada universo local en cien constelaciones, cada constelación en mil sistemas locales y cada sistema a su vez es integrado por hasta mil planetas habitados. Según esta descripción Urantia es el planeta 606 del sistema de Satania en la constelación de Norlatiadek del universo local de Nebadón; Nebadón es un universo local del sector menor de Ensa en el sector mayor Splandón en el séptimo superuniverso, Orvontón.
Los siete superuniversos fueron creados, cada uno, a imagen de una de las posibles combinaciones de las tres personas de la Deidad: Padre, Hijo, Espíritu, Padre-Hijo, Padre-Espíritu, Hijo-Espíritu y Padre-Hijo-Espíritu y en cada uno se desarrolla primordialmente uno de los siete propósitos de la deidad. Más allá de los siete superuniversos existen los niveles del espacio exterior donde se está acumulando y organizando materia pero donde aún no hay vida. Cada nivel es notoriamente mayor que el anterior en extensión y potencialidad de materia contenida.
La elevación y espiritualización de la criatura material hasta el nivel de perfección paradisíaca, a través de un nivel intermedio que llama morontial, es el propósito primordial del superuniverso de Orvontón y es el tema central de la revelación de Urantia.
El libro de Urantia sostiene que cada ser humano en este planeta cuya mente sea normal ―esto es: que sea capaz de decisión moral― y haya cumplido los seis años de edad, está habitado por un fragmento absoluto cualificado del Padre Universal.
Dios mismo reside en la mente de cada persona compartiendo y experimentando todas sus emociones, pensamientos, sentimientos, alegrías, tristezas, temores y ansiedades con la meta de funcionar como guía inspiradora de la personalidad, pero actúa únicamente cuando la criatura ―haciendo uso de su libre albedrío― busca esa guía. Este fragmento residente realiza una copia de toda experiencia que sea de valor espiritual y la conserva para que sea parte integral de la criatura al despertar tras la muerte física.
Define el pecado como la oposición consciente y voluntaria a la voluntad del Padre,
la voluntad consciente y deliberada de hacer el mal a otras criaturas personales en contraposición a los deseos del Padre Universal de un reino espiritual del bien; y hace referencias constantes a nuestra búsqueda de la verdad en la realización de la voluntad de Dios. Indica que la remisión de los pecados debe entenderse como el restablecimiento de las relaciones leales entre la criatura y su creador.
El libro de Urantia augura un camino muy largo de perfeccionamiento y espiritualización para transformar a la criatura material en un espíritu exaltado: más de quinientas dimensiones de evolución morontiales y más de mil millones de escalas en el camino espiritual antes de alcanzar al Padre.
Incluye temas como historia, sociología, paleontología, arqueología, evolución y otros muchos que hacen al marco conceptual total del libro. Sostiene la existencia de una vasta organización universal creada en gran parte para fomentar la evolución de las criaturas materiales hasta el nivel de perfección paradisíaca, basando esa evolución en la experiencia personal de la criatura.

### Esquemas de la cosmología urantiana
|  |  |  |  |  |  |
|  |  |  |  |  |  |
|  |  |  |  |  |  |
|  |  |  |  |  |  |
|  |  |  |  |  |  |

### Citas interreligiosas
En el siguiente párrafo se citan ―sin mencionarlos― los libros sagrados de varias religiones: hinduismo (Átharva-veda, Brijad-Araniaka, Upanishad, Bhagavata-purana, Bhagavad Gita, Visnú Purana), islamismo (Corán), sijismo (Japji), taoísmo (Tao-Te-King, Shi Jing), zoroastrismo (Yasna) y cristianismo (Biblia).
«No hay sino un Dios, el Padre infinito [1 Corintios 8:6], quien también es un Creador fiel [1 Pedro 4:19]. El Creador divino es también el Ordenador Universal [Atharva Veda 13.4.3,12,20], la fuente y destino de las almas [Brihad-Aranyaka Upanishad 3.9.1,10]. Él es el Alma Suprema [Bhagarata Purana 11.18.32], la Mente Primordial [Bhagavad Gita 10.12,13,1,16], y el Espíritu Ilimitado de toda la creación [Vishnu Purana 1.1.35]. El Gran Controlador no comete errores [Shi Jing 3.3.3.12.8-10]. Él resplandece en majestad y gloria [Corán 57:3]. Dios el Creador está completamente exento de temor y enemistad. Es inmortal, eterno, existente por sí mismo, divino y magnánimo [Japji, preámbulo]. ¡Cuán puro y hermoso, cuán profundo e insondable es el excelso Antecesor de todas las cosas! [Tao-Te-King 4.2,1]
El Infinito es más excelente por lo que él se imparte a sí mismo a los hombres [Tao-Te-King 41,3]. Es el principio y el fin, el Padre de todo propósito bueno y perfecto [Yasna 31.8]. Con Dios todas las cosas son posibles [Mat. 19:26]; el Creador eterno es la causa de las causas [Vishnu Purana 1.1.35]»
Fundación Urantia, (ed. 1999). El libro de Urantia, La naturaleza de Dios. Estados Unidos. p. 34 §1. ISBN 978-1-883395-02-5

## Símbolo

Emblema de la trinidad del paraíso.

El símbolo característico de los lectores del Libro de Urantia consiste en tres círculos concéntricos de color azul celeste sobre un fondo blanco y es una marca registrada de la Fundación Urantia en Estados Unidos. La Fundación Urantia ha publicado una política sobre el uso del símbolo que permite, entre otras cosas, su uso en bodas, funerales y servicios de adoración.
La Fundación coloca este símbolo en la portada del Libro de Urantia y lo utiliza para identificar sus publicaciones así como a otras organizaciones afiliadas a ella.
El símbolo surge del mismo relato del Libro, en él se dice que es el emblema de la trinidad del paraíso, tres círculos concéntricos que representan la eternidad, la infinidad y la universalidad de la trinidad. Fue usado como estandarte por las huestes leales al padre universal en los tiempos de la rebelión de Lucifer
y también por Maquiventa Melquisedek como su insignia durante el curso de su ministerio en los tiempos de Abraham.

## Críticas
Existe la opinión de que El libro de Urantia ha tenido una limitada repercusión desde su primera publicación en los años 50. Además, ha recibido críticas desde diversos ámbitos, tanto teológicos como científicos.
Su crítico más conocido es el escritor estadounidense Martin Gardner (1914-2010) quien publicó un libro sobre el tema: Urantia, ¿revelación divina o negocio editorial?
donde expone su investigación sobre los orígenes de El libro de Urantia. Desde la perspectiva de algunos lectores es una crítica poco seria realizada con un notorio desconocimiento del texto en su totalidad; hay un análisis de las debilidades de esta crítica realizado por David Carrera Ibáñez, siguiendo la estructura del libro de Gardner capítulo a capítulo.
Otros lectores, sin embargo, encontraron en la obra de Gardner la explicación a lo que entienden son inexactitudes y falsedades contenidas en el libro, dando como resultado el abandono de su estudio.

### Críticas como libro «revelado»
Martin Gardner ha expresado la opinión personal de que El libro de Urantia ha tenido muy poca influencia hasta la fecha, que se presenta como una revelación celestial mientras que incluye conceptos ya expresados por otros autores humanos, que no es totalmente coherente con los principios cristianos existentes y que es excesivamente largo y complejo. Como respuesta, sus adeptos refieren al documento fundador, público y legal de la institución: la «Declaración de Fideicomiso para la creación de la Fundación Urantia», con el fin de confirmar los propósitos de El libro de Urantia relacionados con estas críticas y su enfoque en el crecimiento religioso a largo plazo de los individuos, más que en crear una religión institucionalizada.
2.1. Objeto principal: El objeto por el cual se crea esta Fundación es la promoción, mejora y expansión entre los pueblos del mundo del entendimiento y la comprensión de la cosmología y la relación del planeta en que vivimos con el universo, del génesis y el destino del hombre y su relación con Dios, y de las verdaderas enseñanzas de Jesucristo; y para la inculcación y el fomento de la comprensión y apreciación de la Paternidad de Dios y de la fraternidad del hombre ―para así aumentar y realzar la comodidad, felicidad y el bienestar del hombre, como individuo y como miembro de la sociedad, por medio de la promoción de una religión, una filosofía y una cosmología que son equiparables con el desarrollo intelectual y cultural del hombre
Fundación Urantia, Declaración de fideicomiso. (Consultado el 03/07/2019) 

### Críticas científicas
Críticos como Martin Gardner ven en El libro de Urantia un claro reflejo de los postulados científicos de la época en que fue escrito, algunos de los cuales han sido identificados como incorrectos por avances posteriores a su publicación. Estos errores son considerados una prueba de que este libro no puede ser obra de seres superiores sino de seres humanos de los años 1920-1940.
Respecto a este tipo de críticas el Libro de Urantia declara lo siguiente:
«Las leyes de la revelación nos frenan considerablemente debido a la prohibición de impartir conocimiento no ganado o prematuro. Toda cosmología presentada como parte de la religión revelada está destinada a ser superada en un período muy corto. Por lo tanto, los estudiantes futuros de tal revelación están tentados a descartar todo elemento de verdad religiosa genuina que pueda contener, debido a que descubren errores frente a las cosmologías asociadas que allí se presentan.
Fundación Urantia, (ed. 1999). El libro de Urantia, La verdadera naturaleza de la religión. Estados Unidos. p. 1109 §2. ISBN 978-1-883395-02-5
Estas son algunas de las afirmaciones científicas de El libro de Urantia que según Martin Gardner han sido catalogadas como equivocadas por la ciencia posterior:
- La cosmología urantiana expone un universo mucho más viejo que el definido por la ciencia actual (13.700 Ma). Según esta obra nuestra parte del universo, la nebulosa de Andronover, empezó a crearse hace 875.000 Ma.

- Se propone la existencia de una partícula elemental llamada «ultimatón». Cada electrón estaría compuesto de 100 «ultimatones». Esta hipotética partícula no está incluida en las teorías modernas de la física y del Modelo estándar de física de partículas

- La idea de evolución que defiende El Libro de Urantia hace referencia a un tipo de evolucionismo darwiniano integrado con la teoría del diseño inteligente, una forma de creacionismo similar a la defendida por teólogos cristianos.

- Los Portadores de Vida habrían implantado la vida hace 550 Ma. Rocas encontradas en el cinturón supracortical de Isua plantean la existencia de desequilibrios isotópicos causados por actividad fotosintética hace 3.850 Ma.

- Según el Libro, en el sistema solar existen diez planetas. En 1925 se consideraba que el sistema solar tenía ocho planetas pero ya se sabía que más allá de la órbita de Neptuno (el último planeta) debía existir un noveno planeta. En 1930 se le nombró Plutón. Desde 2006 se considera que el sistema solar tiene ocho planetas, ya que Plutón no entra en la categoría de planeta sino que es un planeta enano (que ―debido a su pequeño tamaño― no puede limpiar su órbita de otros objetos) como también lo son Eris, Makemake, Haumea y Ceres.

- En la época de escritura de El libro de Urantia se creía que los primeros seres humanos se habían originado en el subcontinente indio, pero todas las evidencias apuntan a que tuvimos un origen africano.

- Según el Libro seis razas humanas multicolores aparecieron repentinamente en una generación y en una misma familia, dando lugar a hermanos de diferente color (azul, amarillo, rojo, verde, naranja e índigo) al crecer y cuyos descendientes adoptaban el color paterno. Más tarde, Adán y Eva produjeron otra descrita como la raza violeta. Según este relato las razas azul amarilla y roja son consideradas primarias mientras que la verde, naranja e índigo son secundarias. Algunas de las razas originales existen hoy en día modificadas por mezclas raciales, mientras que otras desaparecieron por extinción y por mezclas raciales completas de las que derivan los grupos raciales modernos. Las teorías de la evolución actuales y los conocimientos aportados por la arqueología plantean posturas que difieren con lo expuesto en esta narración.

En respuesta a estas críticas los seguidores de El libro de Urantia adoptan diversas actitudes: algunos lectores confían en que con el tiempo todas las afirmaciones contenidas en el Libro se demuestren como verdaderas; otros aceptan estos errores y rechazan la utilización del Libro como fuente de saber científico.
Por otra parte algunos avances científicos producidos entre 1925 (fecha supuesta de la primera redacción) y 1955 (fecha de la primera edición) que sí aparecen en el Libro son presentados por algunos de sus seguidores como prueba de su carácter profético, mientras que los escépticos sostienen que se trata de fragmentos añadidos durante el largo proceso de revisión y edición.

### Críticas históricas
Igualmente hay críticas a sus inexactitudes históricas. No hay evidencia directa de que existiera una ciudad de Nazaret en el siglo I, cosa largamente debatida en la actualidad por la debilidad de la evidencia arqueológica e histórica. Tampoco ocurrió un censo para todo el imperio romano en el año 8 a. C., sino solo un censo parcial para Judea y Samaria en el año 6 d. C., cuando Quirinio era gobernador de Siria, una vez que Arquelao fue depuesto y exiliado, es decir, diez años después de la muerte de Herodes el Grande. Los censos romanos no requerirían desplazamientos de población pues eran en el lugar de residencia para calcular impuestos a partir del patrimonio, por lo que la gente de Galilea no tendría razón para viajar a un censo que era solo para Judea y Samaria, pues Galilea era parte de una tetrarquía autónoma, no una provincia romana. La creencia de que San José fuera carpintero es fruto de un error de traducción del griego “tecnón”, que en verdad significa constructor o albañil. Los judíos no usaban mesas para comer, ese tipo de mobiliario es anacrónico para un relato que pretender ser del siglo I d. C. No hubo jamás una ciudad llamada “Judea” a siete kilómetros al oeste de Jerusalén. La ruta a Jerusalén no pasaba por el monte Gilboa, sino por la calzada romana al otro lado del Jordán, o por la costa del Mediterráneo. No pudieron visitar a Jesús unos sacerdotes de Ur, porque esa ciudad había tenido su declive al final del imperio neobabilónico, por lo que ya no existía en los días del imperio romano.
Es falso que la ley judía prohibiera dar entierro en un cementerio judío a quienes murieran crucificados. En efecto, en la ley judía las mujeres no pueden participar en preparar el cuerpo de difuntos varones, por lo que el libro de Urantia solo repite lo que dicen los evangelios canónicos al presentar a un grupo de mujeres yendo con ese propósito a la tumba el domingo por la mañana. El sábado judío no termina a la medianoche sino a las seis de la tarde del mismo sábado, por lo que sería innecesario tener que esperar a la mañana del domingo para volver a preparar el cuerpo. Respecto a eso último, en la ley y cultura judía era aberrante reabrir una tumba o intervenir un cadáver ya enterrado, por lo que no habría sido aceptable ir a “terminar de preparar” el cuerpo que ya había sido inhumado. Los sacerdotes judíos no se pueden acercar a una tumba para custodiarla porque quedarían ceremonialmente contaminados, y los guardias del templo eran sacerdotes, y menos se acercarían a una tumba en sábado y, peor aún, en plena fiesta de la Pascua. La ley judía prohíbe embalsamar los cuerpos los que solo pueden ser lavados con agua pura. Etc.
O su mención a que supuestamente había dos escuelas de pensamiento judías en el siglo I a. C., la de Babilonia y los helenistas, que cada uno de los padres de Jesús supuestamente seguía, cuando tal división recién llegó a existir tras la revuelta de Bar Kojba en el siglo II d. C. Pero no menciona para nada las escuelas de Hillel y Shamai que si existían.
Lo mismo respecto a las muchas citas de fechas de acontecimientos de la vida de Cristo que aparecen mencionadas según el calendario gregoriano, pero que si se convierten al calendario hebreo yerran constantemente al pretender señalar días que, supuestamente, corresponderían a fiestas religiosas judías. Por ejemplo el 22 de junio del año 26 d. C. no era sábado, sino lunes.
El año 15 del imperio de Tiberio César no fue el año 26 d. C., sino el año 29, porque los romanos no contaban los años de gobierno imperial desde que el emperador eran asociados al gobierno o adoptado por el emperador vigente, sino desde que el senado romano los proclamaba César. Aun así El libro de Urantia afirma que Cristo tenía 31 años cuando fue bautizado, pero a la vez afirma que nació en el año 7 a. C., lo que arroja una edad de 33 años al momento de su bautismo, pues 26 más 7 no da 31.
Y no se pueden dejar de mencionar los anacronismos e imputaciones doctrinales supuestamente judías que carecen de fundamento para la época y lugar de lo que se narra. Los judíos no creen en el pecado original, ni en que todos los seres humanos sean inherentemente malos desde su nacimiento, ni creen en la figura de un diablo. De hecho, en Isaías capítulo 14 la palabra “Lucifer” recién aparece como traducción en la Vulgata Latina, y en el original hebreo la palabra hellel significa la estrella de la mañana, señalando explícitamente el texto que se refiere solo a los reyes de Babilonia, que en efecto aparecen en relieves con la estrella de la diosa Ishtar sobre su trono y cabeza, como estandarte y distintivo. Por lo tanto ambas creencias son en realidad fruto de las elaboraciones doctrinales cristianas de siglos posteriores.
Así el libro de Urantia se hace eco de las narraciones de los evangelios y las tradiciones eclesiásticas de modo arbitrario, eligiendo en cuales creer y en cuales no, pero presentando deshonestamente como memoria histórica su versión «nueva era» de los supuestos hechos.

### Críticas por plagio
A propósito de las fuentes humanas de El libro de Urantia el libro declara lo siguiente:

Las revelaciones planetarias sucesivas de la verdad divina contienen invariablemente los conceptos más elevados que existen sobre los valores espirituales, como una parte de la coordinación nueva y mejor del conocimiento planetario. En consecuencia, para poder presentar a Dios y a sus asociados del universo, hemos seleccionado como base de estos documentos más de mil conceptos humanos que representan el conocimiento planetario más elevado y avanzado sobre los valores espirituales y los significados universales. Cuando estos conceptos humanos, recopilados entre los mortales del pasado y del presente que conocen a Dios, sean inadecuados para describir la verdad tal como se nos ha ordenado que la revelemos, los completaremos sin vacilar recurriendo para ello a nuestro propio conocimiento superior sobre la realidad y la divinidad de las Deidades del Paraíso y del universo trascendente donde residen.
El libro de Urantia, prólogo, pág. 17, §1

Aunque el propio Libro de Urantia reconoce que ha reutilizado «más de mil conceptos humanos que representan el conocimiento planetario más elevado y avanzado sobre los valores espirituales y los significados universales» «recopilados entre los mortales del pasado y del presente», no cita las fuentes utilizadas. Un lector del Libro, Matthew Block, publicó un artículo en el que rastreó fuentes de la obra y logró identificar más de 125 publicaciones científicas y académicas de la época.
Cabe señalar, sin embargo, que la utilización de estos materiales nunca se realiza verbatim por lo que no se han planteado acusaciones formales de plagio contra el Libro. Sus desconocidos autores casi siempre recurren a paráfrasis, ampliaciones o modificaciones de sus fuentes. Varios de sus lectores ―entre ellos el propio Block― consideran que esta utilización de textos anteriores o contemporánes no niega el origen sobrehumano del Libro, algunos afirman que esa capacidad de elección y coordinación del conocimiento humano disponible es una de las evidencias que el libro da ―en sí mismo― de su origen sobrehumano.
En sentido inverso, algunas de las obras del escritor español Juan José Benítez toman contenido e inspiración de El libro de Urantia. El plagio fue revelado en la revista Interviú en 1987 y dio pie a la publicación de un libro explicando los pormenores del asunto.